# Malamatidia
Genre
Malamatidia est un genre d'araignées aranéomorphes de la famille des Clubionidae.

## Distribution
Les espèces de ce genre se rencontrent en Indonésie, en Malaisie, au Laos et en Chine.

## Liste des espèces
Selon World Spider Catalog (version 22.5, 05/11/2021) :
- Malamatidia bohorokensis Deeleman-Reinhold, 2001
- Malamatidia thorelli Deeleman-Reinhold, 2001
- Malamatidia vethi Deeleman-Reinhold, 2001
- Malamatidia zu Jäger & Dankittipakul, 2010

## Publication originale
- Deeleman-Reinhold, 2001 : Forest spiders of South East Asia: with a revision of the sac and ground spiders (Araneae: Clubionidae, Corinnidae, Liocranidae, Gnaphosidae, Prodidomidae and Trochanterriidae. Brill, Leiden, p. 1-591.